# Jakab-hegy
Jakab-hegy (Jakobsberg) ist der höchste Berg des westlichen Mecsekgebirges in Südungarn.

## Geographie
Der Berg ist trotz seiner absoluten Höhe von 602 Metern sehr markant, da sich das Mecsekgebirge aus der flachen Pannonischen Tiefebene erhebt. Vom Berg selbst hat man eine gute Fernsicht und beim Blick nach Osten eine Sicht auf die höheren Berge des Ostmecseks mit dem 684 Meter hohen Zengő. Die nächste größere Stadt ist Pécs (Fünfkirchen).

## Geologie

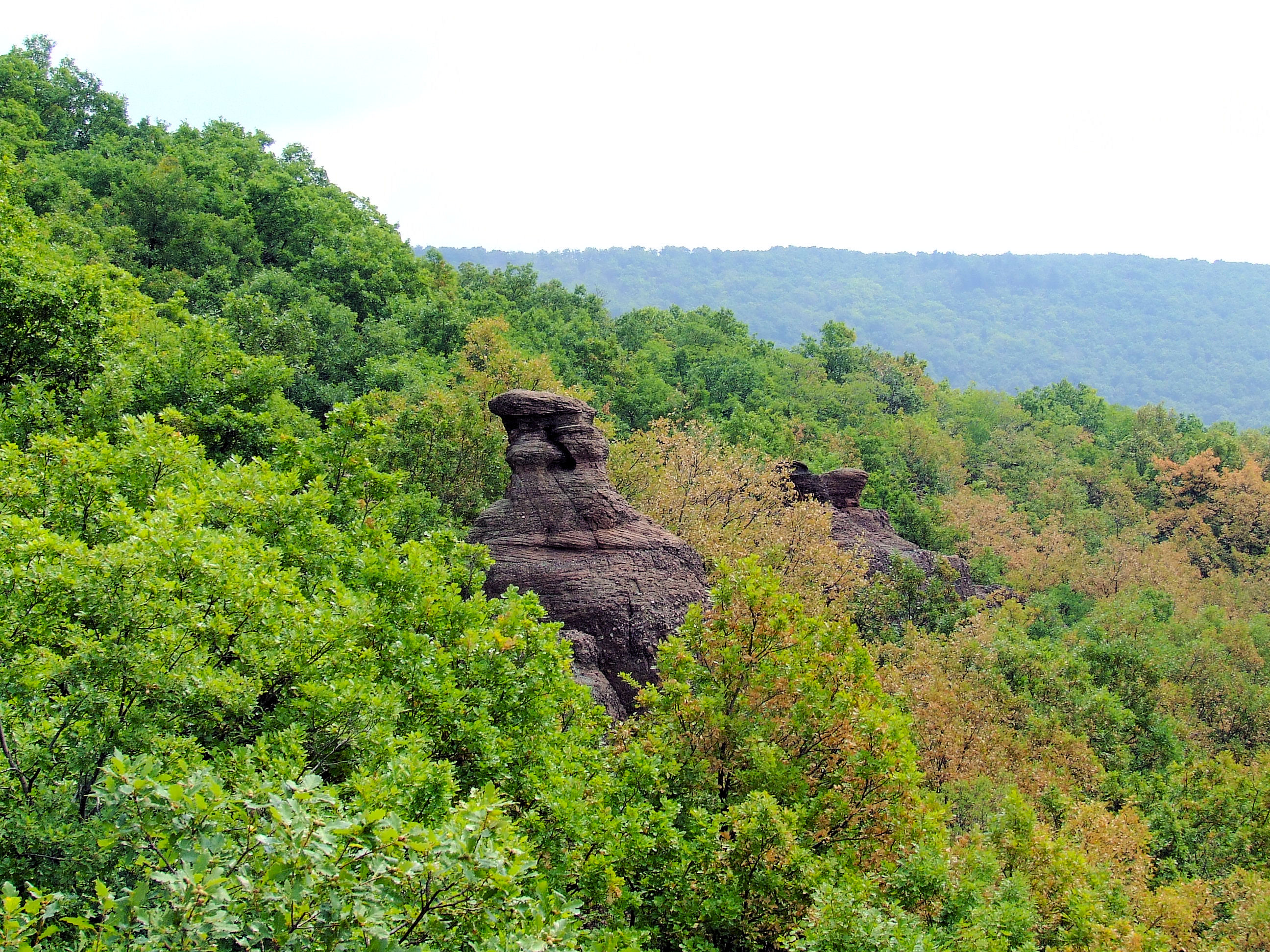
Babás Szerkövek

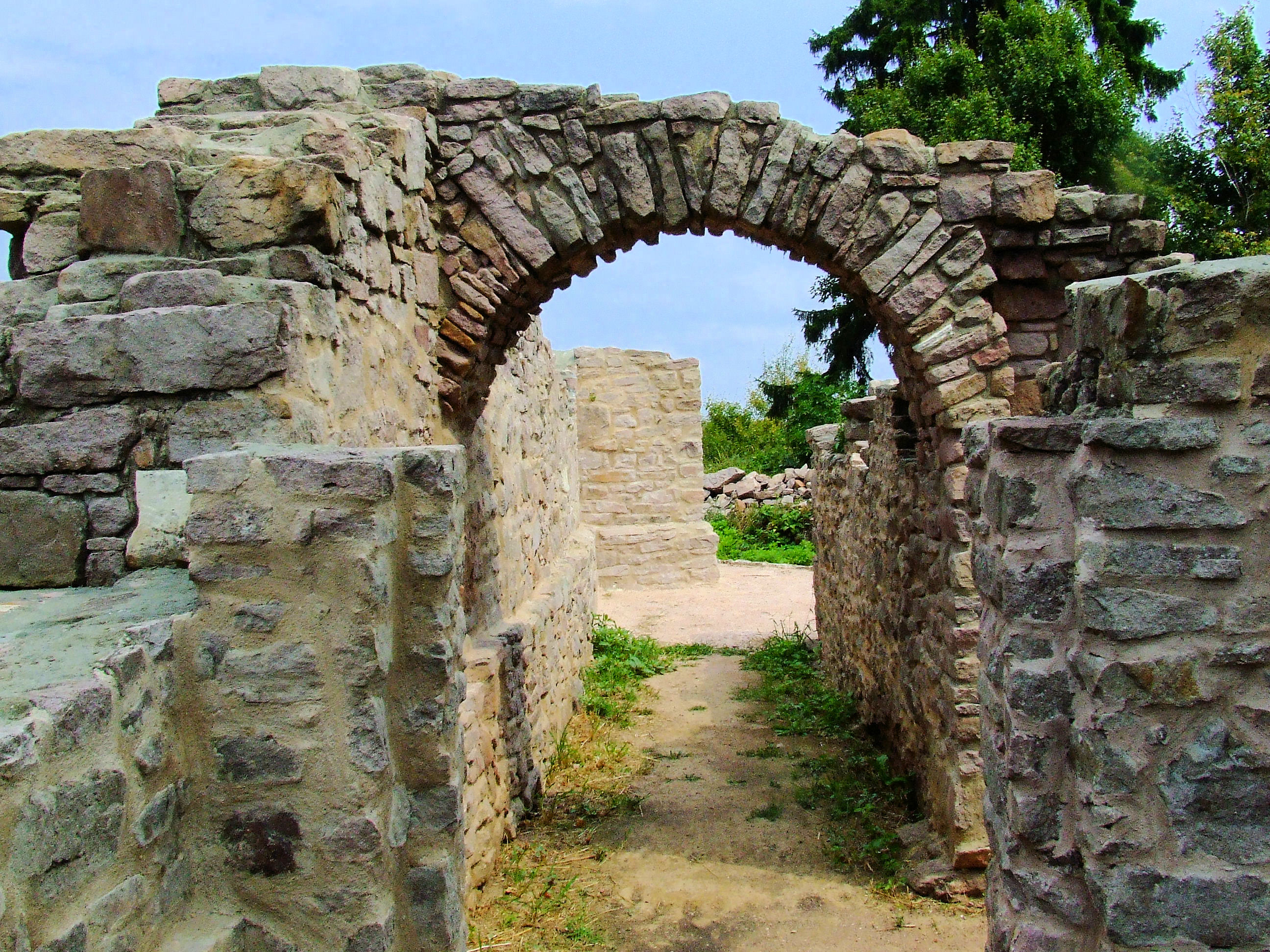
Ruine des Paulinenklosters

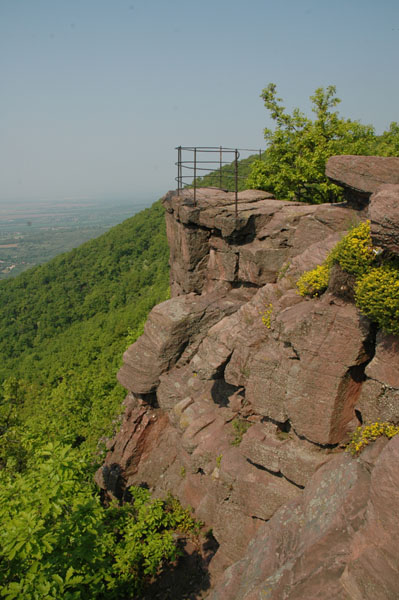
Zsongorkő

Der Berg entstand im paläozoischen Zeitalter und besteht aus Sandstein des Perms. Durch Erosion sind einige Felsformationen entstanden, zum einen „Babás Szerkövek“ und „Zsongorkő“.
Der Jakab-hegy ist die einzige bedeutende Uranlagerstätte des Landes. Der Bergbau wurde in den 1950er Jahren mit sowjetischer Unterstützung aufgenommen. Das aufbereitete Uran wurde seit 1982 auch für den Betrieb des Kernkraftwerkes Paks verwandt. Wegen der hohen Kosten des Abbaus und dem Preisverfall nach dem Ende des Kalten Kriegs wurden die Bergwerke in den 1990er Jahren geschlossen.

## Geschichte
Im Jahre 1225 wurde auf dem Berg das Paulinerkloster angelegt, es bestand bis zur türkischen Besetzung Ungarns, 1736 wurde es neu errichtet, war aber seit 1828 dem Verfall preisgegeben. Die Ruinen wurden zuletzt 2007 gesichert und können besichtigt werden.